# Feuerschiff

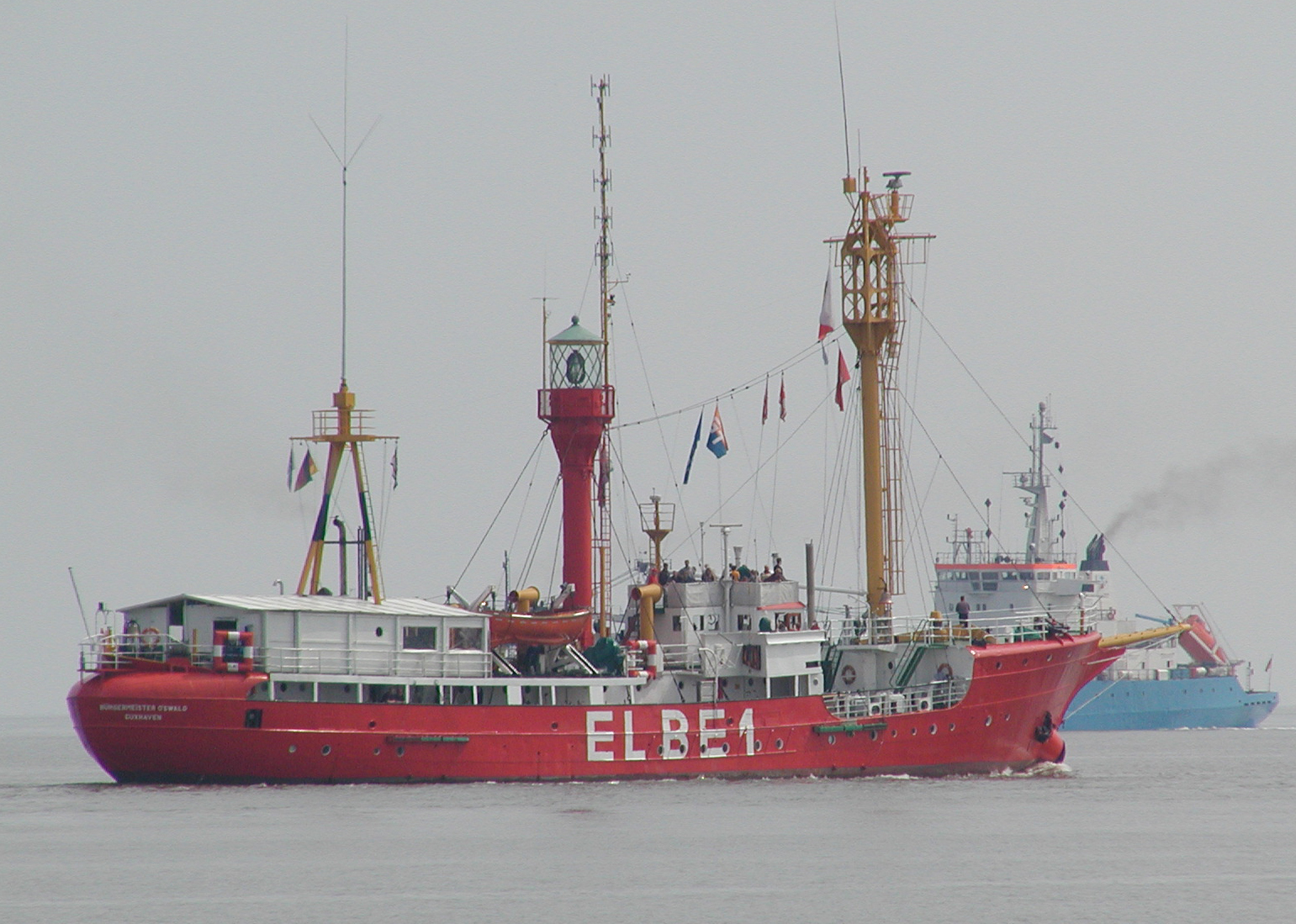
Museumsschiff Elbe 1

Ein Feuerschiff (Abkürzung FS) ist ein bemanntes oder unbemanntes, an einer bestimmten Position vor Anker liegendes und mit einem Leuchtfeuer ähnlich einem Leuchtturm ausgestattetes Wasserfahrzeug, das als Schifffahrtszeichen der Navigation der Seeschifffahrt dient.

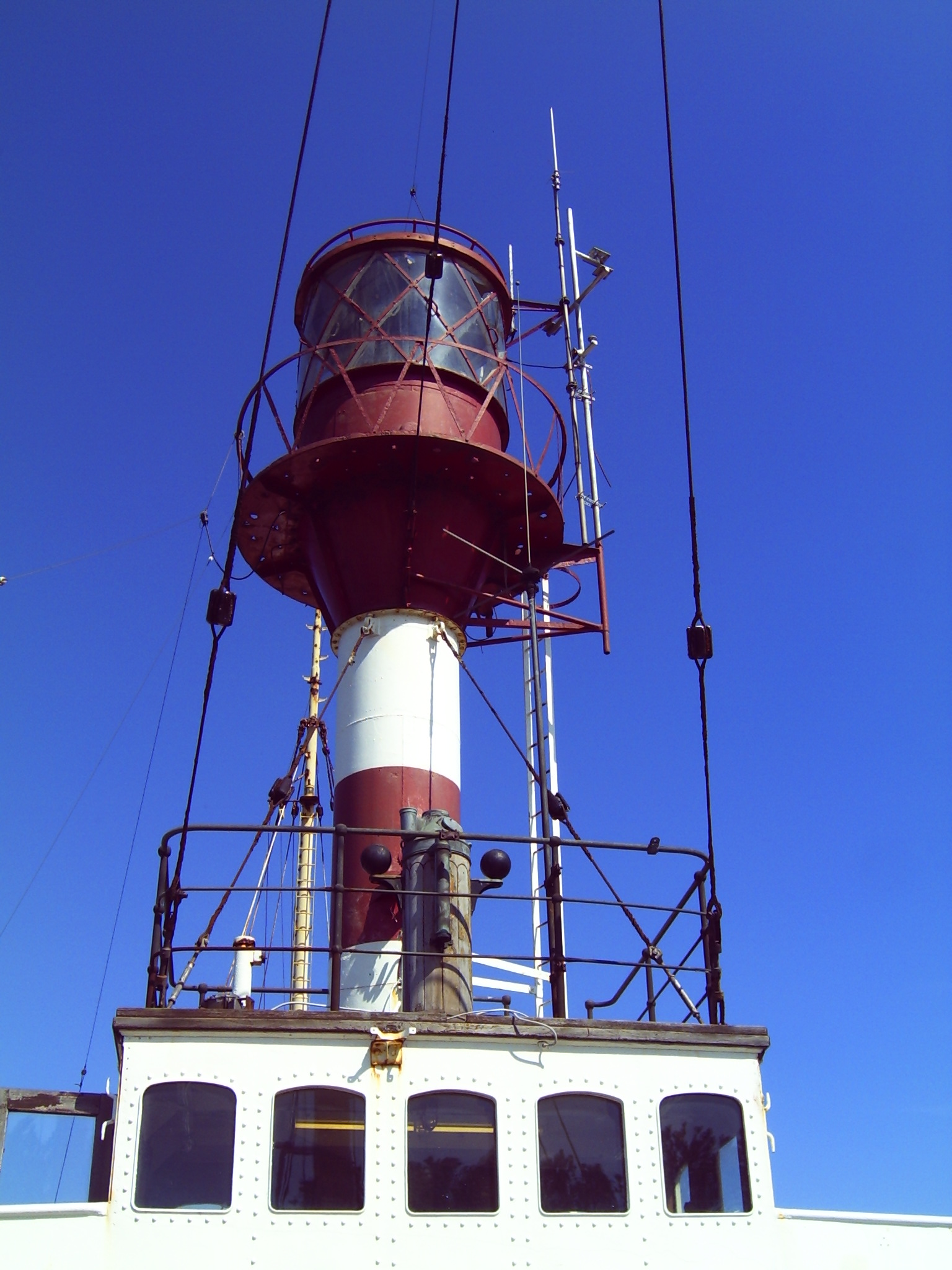
Feuerträger des belgischen Feuerschiffs Westhinder II

## Funktion und Ausstattung
Feuerschiffe tragen meistens eine rote Farbgebung und sind auf der Bordwand mit einer gut sichtbaren Bezeichnung für die Position versehen, zum Beispiel „Elbe 1“. Diese Schiffe liegen immer auf der gleichen Position (stationsfest) und sind auch in den Seekarten sowie elektronischen Navigationshilfen eingetragen. Der Name leitet sich von der typischerweise vorhandenen Befeuerung ab. Man unterscheidet heute zwischen den klassischen bemannten Feuerschiffen (FS) und den unbemannten Feuerschiffen (UFS).
Diese Seezeichen verfügen zur Kenntlichmachung ihrer Position über Leuchtfeuer (ähnlich einem Leuchtturm), Signalgeber für Nebel (Nebelhorn, Böller), Membransender, Funk- und Unterwasserschallgeräte (Echolot, Sonar), aktive Radarbaken, passive Radar-Reflektoren und weitere Hilfsmittel, um zu jeder Zeit von passierenden oder diese Position suchenden Schiffen schnell erkannt zu werden.
Feuerschiffe werden an seefahrtswichtigen Positionen verankert, an denen aufgrund der Wassertiefe oder der Beschaffenheit des Untergrunds ein Leuchtturm nicht oder nur mit hohem Aufwand zu errichten wäre. Tagsichtzeichen wie Bälle oder Kegel, die an gut sichtbarer Stelle gehisst werden, signalisieren den anderen Schiffen, dass das Feuerschiff auf Position ist. Das bemannte Feuerschiff enthält ferner Schlaf- und Aufenthaltsräume für die Mannschaft und zusätzliche Räume für eventuelle Schiffbrüchige; unbemannte Feuerschiffe hingegen weisen lediglich Wartungs- und Maschinenräume auf, gelegentlich auch einen Rettungsraum für Schiffbrüchige.

## Geschichte
Das erste Feuerschiff wurde um 1770 in der Themsemündung (Themseästuar) stationiert. In Deutschland nahm man als Träger eines Positionsfeuers erstmals 1774 ein mit einer Lampe ausgerüstetes Lotsenversetzboot. Im Jahre 1815 wurde dann in Deutschland das Eiderfeuerschiff in Position gesetzt. Zur Kenntlichmachung in der Dunkelheit trug es im Mast eine Öllampe. Dieses Schiff strandete 1834 und wurde schon 1835 durch eine modernere Version ersetzt. Dieses Feuerschiff tat seinen Dienst noch bis 1909. Noch im selben Jahr wurde es ersetzt durch einen Nachfolger, der bis 1926 seinen Dienst tat.
Die deutsche Nordseeküste war um die Jahrhundertwende des 19. zum 20. Jahrhundert mit 18 Feuerschiffen gesichert. Dazu kam noch eine sehr große Anzahl von Leuchttürmen.
Mit der Außerdienststellung der Borkumriff IV am 15. Juli 1988 endete der Einsatz bemannter deutscher Feuerschiffe. Inzwischen wurden die bemannten Feuerschiffe durch unbemannte Feuerschiffe (UFS) oder durch Tonnen ersetzt.
Da fast alle älteren Feuerschiffe wegen der Notbesegelung einen Segelschiffsrumpf besaßen, wurden fünf Feuerschiffe nach Dienstende zu Segelschiffen umgebaut:
- das 1906 als Reserve Sonderburg erbaute Feuerschiff Kiel zur Bark Alexander von Humboldt
- das 1903 erbaute Feuerschiff Aussenjade zum Dreimast-Gaffelschoner White Shark (später Sunthorice)
- die 1905 erbaute Bürgermeister Bartels zur Barkentine Atlantis unter der Flagge Maltas
- die 1911 erbaute Senator Brockes zur niederländischen Bark Europa.

Sieben Feuerschiffe sind in Deutschland als Museumsschiffe erhalten.

## Namensgebung
Die Bezeichnungen für diese schwimmenden „Leuchtfeuer auf See“ sind nicht einheitlich. In Deutschland wurden sie bis 1921 offiziell als Leuchtschiff bezeichnet, erst danach setzte sich die Bezeichnung Feuerschiff durch. Aber auch die Bezeichnungen Lichtschiff, Signalschiff oder Positionsschiff waren zu gewisser Zeit gebräuchlich. Ganz selten hörte man vor langer Zeit auch die Bezeichnung Laternenschiff.

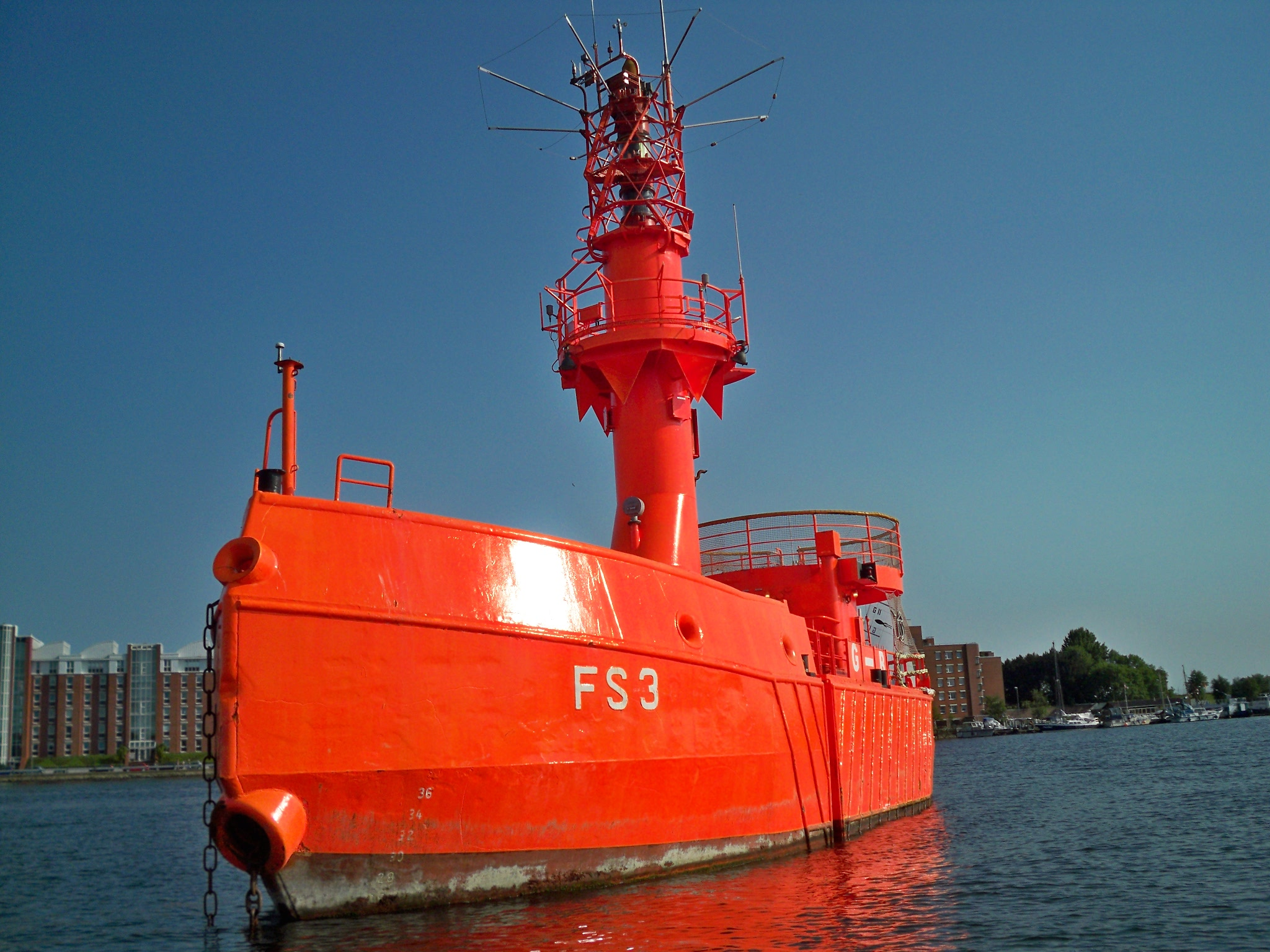
Unbemanntes Feuerschiff FS 3

## Situation in Deutschland
Heute sind in deutschen Gewässern noch drei unbemannte Feuerschiffe abwechselnd auf zwei Positionen im Einsatz:
- Position „GW/EMS“ (German Bight Western Approach) vormals „TW/EMS“ (Tiefenwasserweg / Ems) auf 54° 10′ 0″ N, 6° 20′ 48″ O
- Position „GB“ (German Bight) vormals „Deutsche Bucht“ auf 54° 10′ 48″ N, 7° 27′ 36″ O

Der Verbleib ehemaliger Feuerschiffe (Namensgebung gemäß letzter Position Seitenaufschrift):
- Das Reservefeuerschiff Kiel III liegt als Hotel- und Gastronomieschiff in Bremen, nachdem es als Großsegler von 1988 bis 2013 als Alexander von Humboldt in Fahrt war.
- Das Feuerschiff Fehmarnbelt (ex Ausseneider) hat als fahrtüchtiges Museumsschiff den Heimathafen Lübeck und ist noch in Fahrt.
- Das dänische Feuerschiff Læsø Rende liegt als schwimmendes Vereinsheim in Heikendorf bei Kiel.[2]
- Das Feuerschiff Borkumriff liegt als Nationalparks- und Museumsschiff in Borkum und ist gelegentlich noch in Fahrt.
- Das Feuerschiff Bürgermeister O’Swald II – größtes Feuerschiff der Welt und letztes bemanntes Feuerschiff auf Position „Elbe 1“ – liegt als Museumsschiff in Cuxhaven und ist gelegentlich noch in Fahrt.
- Das Feuerschiff Aussenjade II wurde zum 3-Mast-Schoner Sunthorice umgebaut und ist noch in Fahrt.
- Das Feuerschiff Weser liegt als Museumsschiff Wilhelmshaven am Bontekai im Großen Hafen von Wilhelmshaven.
- Das Feuerschiff Elbe 3 liegt heute als Museumsschiff im Museumshafen Oevelgönne in Hamburg und ist gelegentlich noch in Fahrt.
- Ein weiteres Feuerschiff Elbe 3, die Bürgermeister Abendroth, liegt heute als Museumsschiff im Schauhafen des Deutschen Schifffahrtsmuseums in Bremerhaven.
- Das Feuerschiff Amrumbank liegt heute als Museumsschiff im Emder Ratsdelft-Hafen und beinhaltet zudem ein Restaurant und ein Trauzimmer des Standesamtes Emden und ist gelegentlich noch in Fahrt.
- Das Feuerschiff Flensburg (Station Kalkgrund II in der Flensburger Förde) wurde 1994 zum 2-Mast-Schoner umgebaut und unternimmt als Noorderlicht Abenteuer-Kreuzfahrten im Nordpolarmeer.
- Das Feuerschiff Elbe 4 segelt als Bark getakelt weltweit Charterfahrten – ihr derzeitiger Heimathafen ist Den Haag in den Niederlanden.
- Das ausgemusterte britische Feuerschiff Tongue (Lightvessel 13 von 1952) liegt seit 1993 als Gastro- und Hotelschiff im City-Sporthafen von Hamburg.[3]

Nicht mehr vorhanden sind:

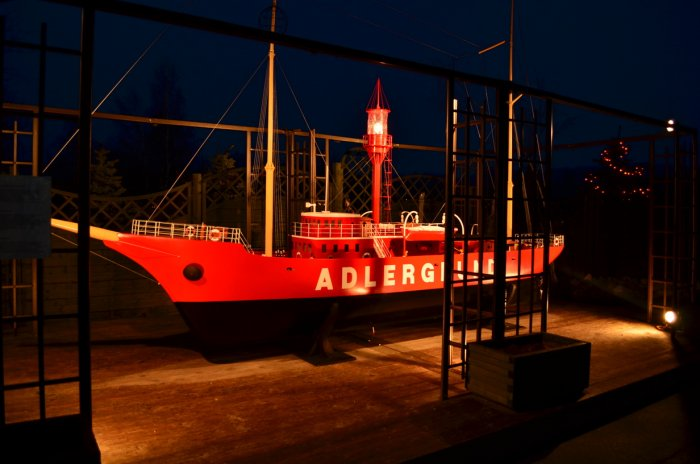
Modell des Feuerschiffs Adlergrund

- Das Leuchtschiff Bremen (1853) wurde 1902 an Fa. Deetjen in Elsfleth verkauft und später abgebrochen.
- Das Feuerschiff Weser (1874) ist 1945 gesunken.
- Das Feuerschiff Jasmund (1912) wurde 1952 abgewrackt.
- Das Feuerschiff Bürgermeister O’Swald I – ursprüngliches FS Elbe 1 – ist 1936 im Sturm gesunken.
- Das Feuerschiff Adlergrund (1914),[4] stationiert über der gleichnamigen Untiefe in der Pommerschen Bucht, war Nachfolger eines dort seit 1884 positionierten Leuchtschiffs. Es wurde am 3. Mai 1945 durch britische Flugzeuge bombardiert und versenkt. 1953 wurde das Wrack gehoben und verschrottet.[5]

## Situation weltweit

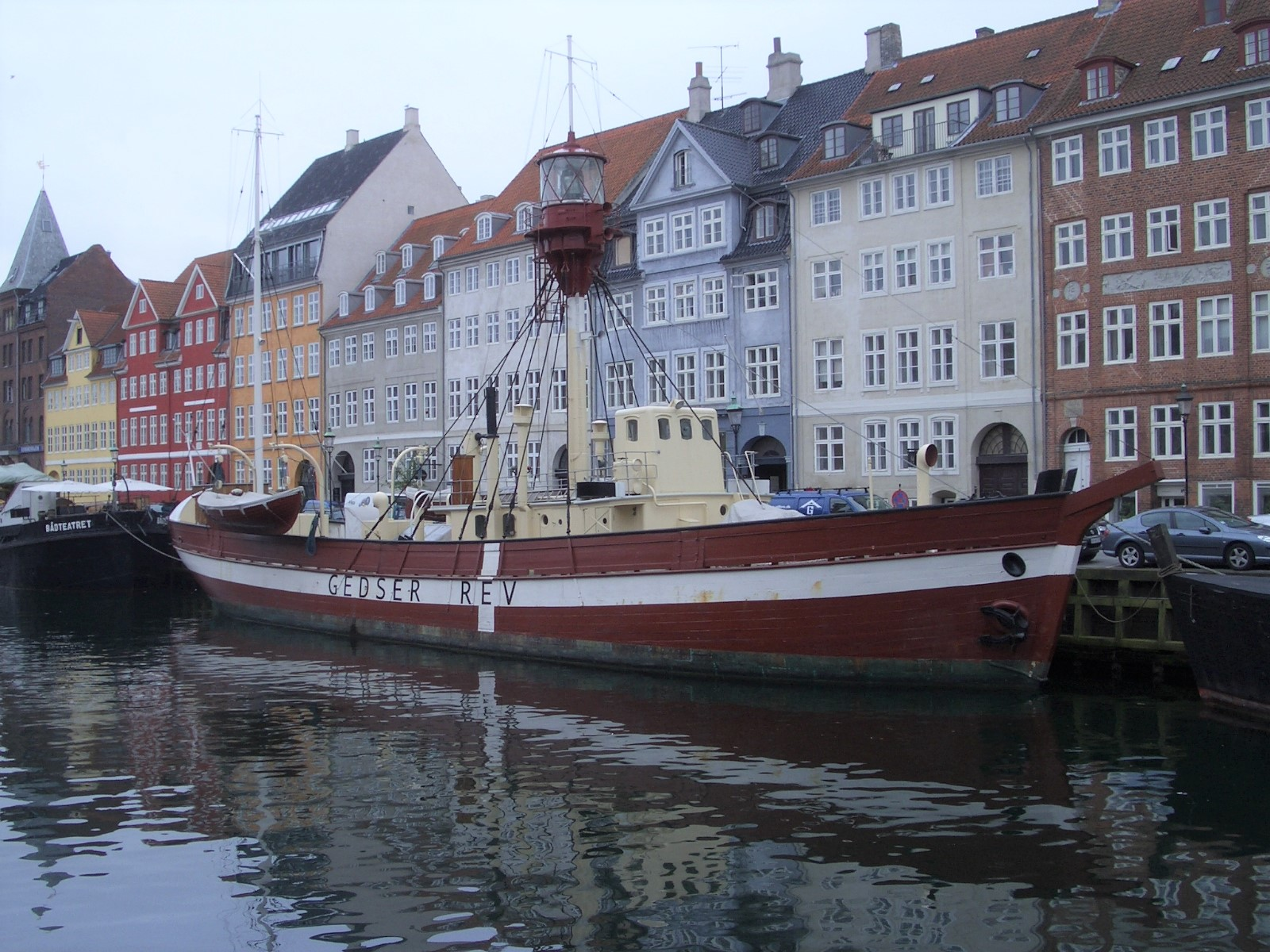
Museumsschiff No. XVII Gedser Rev

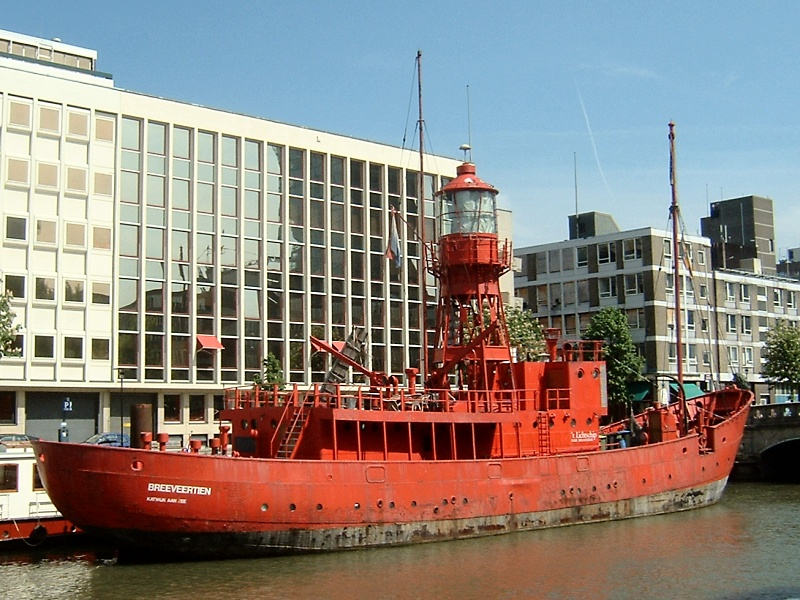
Ehem. englisches LV No.11 Dudgeon, Rotterdam, 2005

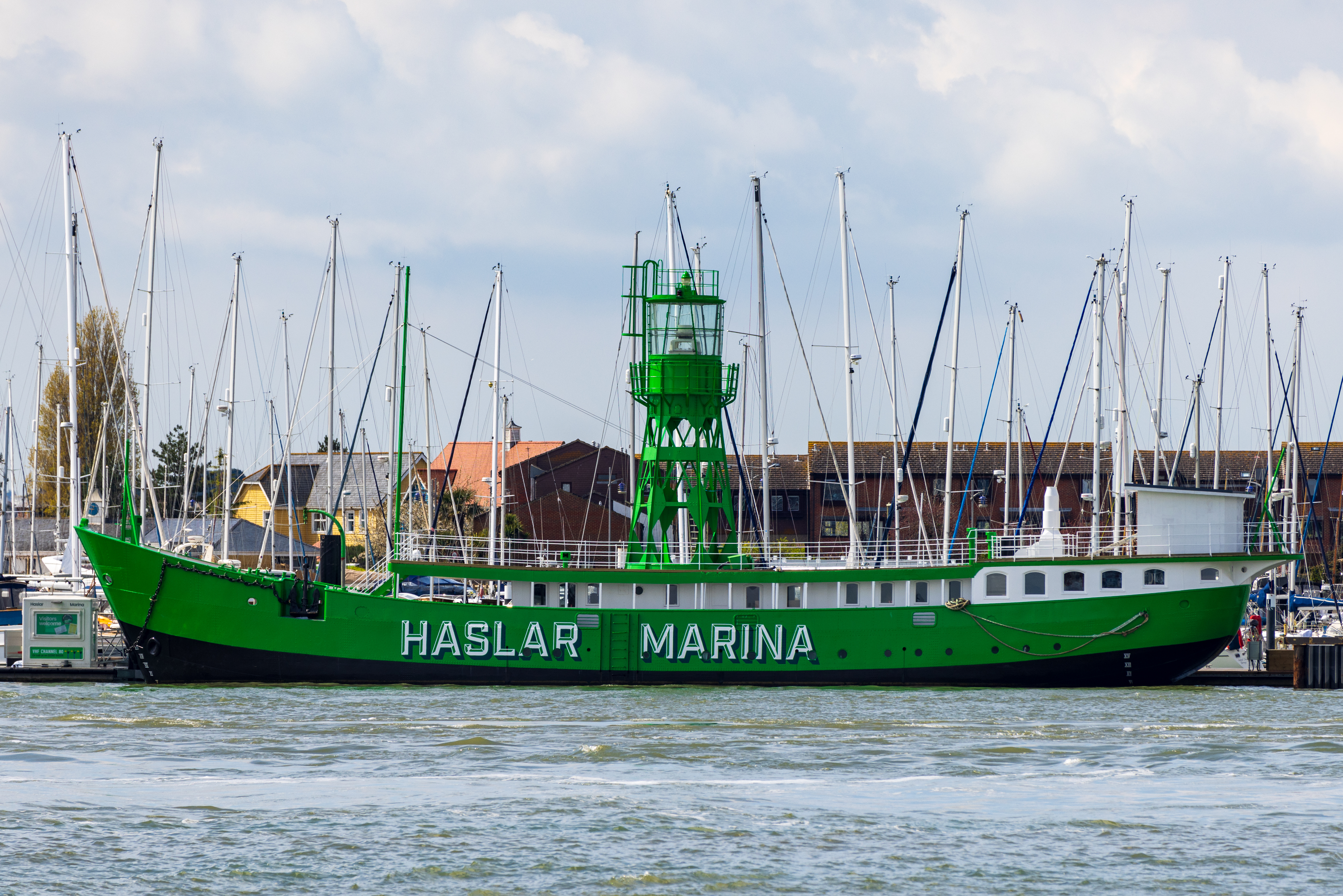
Ehem. englisches LV No.1 Royal Sovereign, Haslar Marina Gosport, 2023

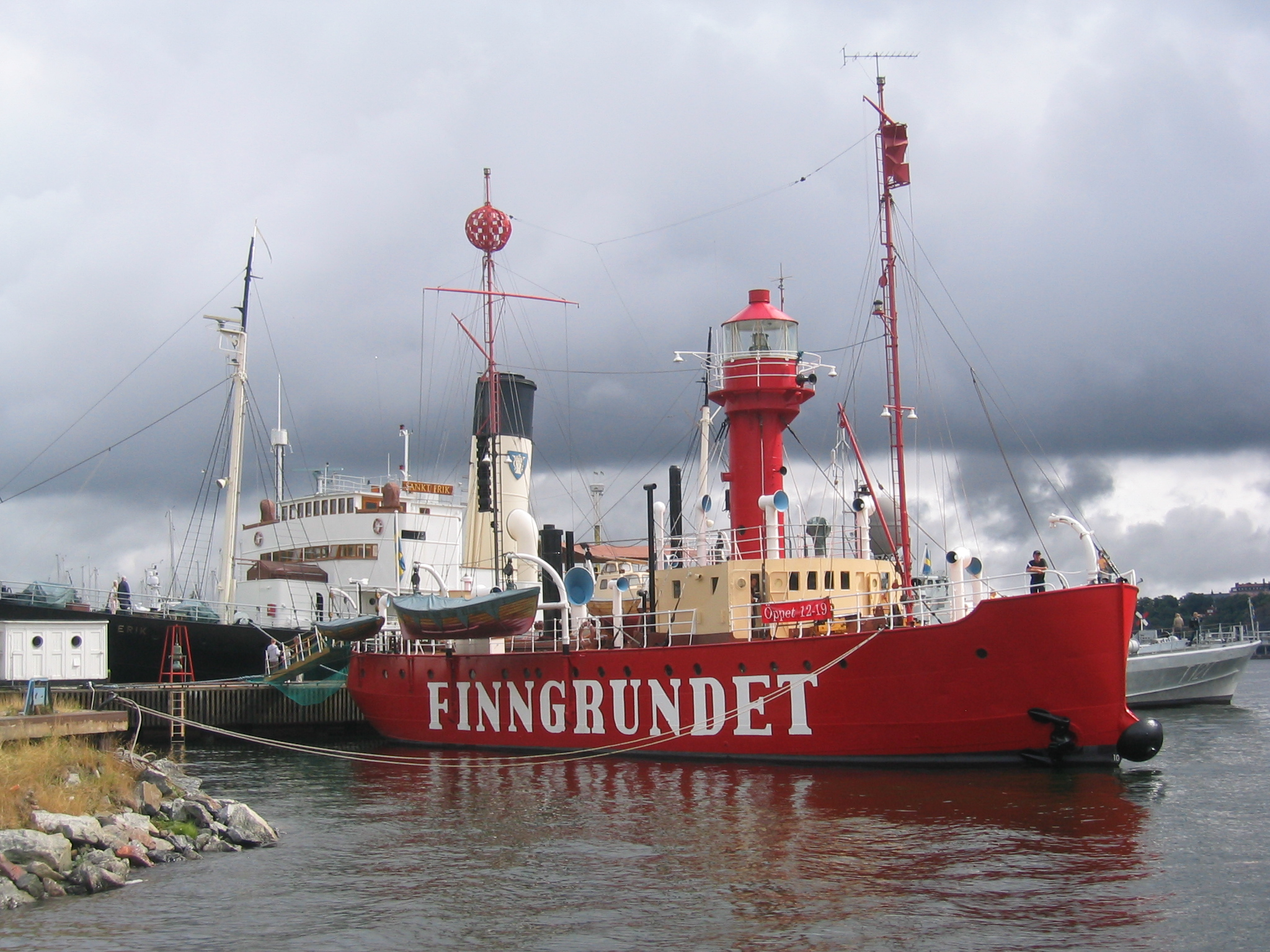
Museumsschiff Stockholm, 2005

- Dänemark: Das Feuerschiff Gedser Rev ist eines der ältesten Feuerschiffe, das seinen Dienst von 1895–1972 verrichtete. Im Mai 2018 wurde das Feuerschiff von Nyhavn nach Helsingør in das historische Dock 2 verholt,[6] wo es für geplant die nächsten fünf Jahre als Museumsschiff verbleibt. Das Feuerschiff Horns Rev von 1914 liegt als Museumsschiff in Esbjerg. Heute sind sie als Maritimes Denkmal eine touristische Attraktion.
- Schweden: Das Museumsschiff Finngrundet (1903–1969) in Stockholm am Pier des Vasa-Museum.
- England/Niederlande: Das Lichtschip Vessel 11 ist ein ehemaliges englisches Feuerschiff Dudgeon (Lightvessel No. 11), das seit 2000 in Rotterdam-Wijnhaven als Restaurantschiff und seit 2014 als Gastro-Pub genutzt wird.
- Irland/Frankreich: Das Batofar ist ein altes irisches Feuerboot, das seit 1999 in Paris vor Anker liegt und als Partylocation genutzt wird./Schweiz: Das Gannet bis 2009 im Dienst unter verschiedenen Namen. 2010 nach England und 2020 in die Schweiz verkauft und in Basel als Kulturdampfer aufgelegt.[7]
- Finnland: Das Feuerschiff Relandersgrund dient heute in Helsinki als Restaurantschiff.
- Russland: Das Feuerschiff Irbenski 1962 in Finnland gebaut und bis 1986 in der gleichnamigen Irbenstraße eingesetzt. Nach dem Zerfall der Sowjetunion 1993 von Lettland nach Russland abgezogen. Seit 2008 von der Marine ausgemustert und nach mehrjähriger Werft- und Umrüstung ist die restaurierte Irbenski heute Bestandteil der Ausstellungen im „Museum der Weltmeere“ in Kaliningrad.[8]

## Literarische und filmische Erwähnung
- Siegfried Lenz: Das Feuerschiff. Erzählungen. Hoffmann und Campe, 1960. ISBN 3-12-260240-7.
- Ulrich Scharnow: Lexikon Seefahrt. 5. Auflage. Transpress VEB Verlag für Verkehrswesen, Berlin 1988, ISBN 3-344-00190-6, S. 157.
- Das Feuerschiff (1963): deutscher Spielfilm nach der gleichnamigen Erzählung von Siegfried Lenz
- Das Feuerschiff (1985): amerikanischer Spielfilm nach der gleichnamigen Erzählung von Siegfried Lenz
- Das Feuerschiff (2008): deutscher Fernsehfilm nach der gleichnamigen Erzählung von Siegfried Lenz